# Geophagus altifrons
Geophagus altifrons är en fiskart som beskrevs av Heckel, 1840. Geophagus altifrons ingår i släktet Geophagus och familjen Cichlidae. Inga underarter finns listade i Catalogue of Life.